# Kol·li Malai

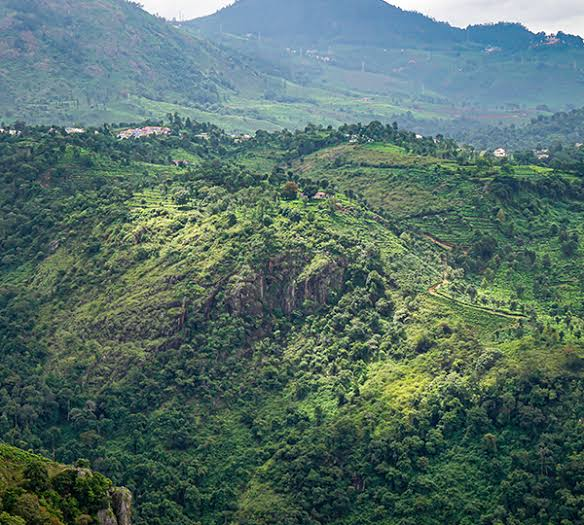
situació

Kol·li Malai tàmil கொல்லி மலை (Kol·li Malai) és una serralada de muntanyes derivades dels Ghats Orientals, principalment al districte de Salem al Tamil Nadu ocupant una superfície de 466 km² i amb uns 10.965 habitants el 1881. a la Gaseta Imperial de l'Índia de 1881 apareix en anglès com a Kollamallai, modernament Kolli Malai.

## Descripció
La seva altura oscila entre 800 i 1100 metres tenint el cim més alt una altura de 1445 metres. El nom vol dir "Muntanyes de la Mort" perquè la llegenda diu que hi vivia l'esperit d'una dona de gran bellesa que atrapava als caminants i els matava. Aquesta dona del mite s'ha identificat amb deïtat local Kol·lippavai, també coneguda com a Ettukkai Amman.
La població està formada per "malayalis" o muntanyesos. Els kotes de les muntanyes Nilgiris tenen la tradició que les muntanyes Kol·limalai són el lloc d'origen de la seva raça. La principal ciutat és Semmedu. El temple d'Arapaleeswarar és el punt principal de peregrinació. Antigament tenia reputació com a zona malsana però avui és un centre turístic per amants de la natura.

## Galeria

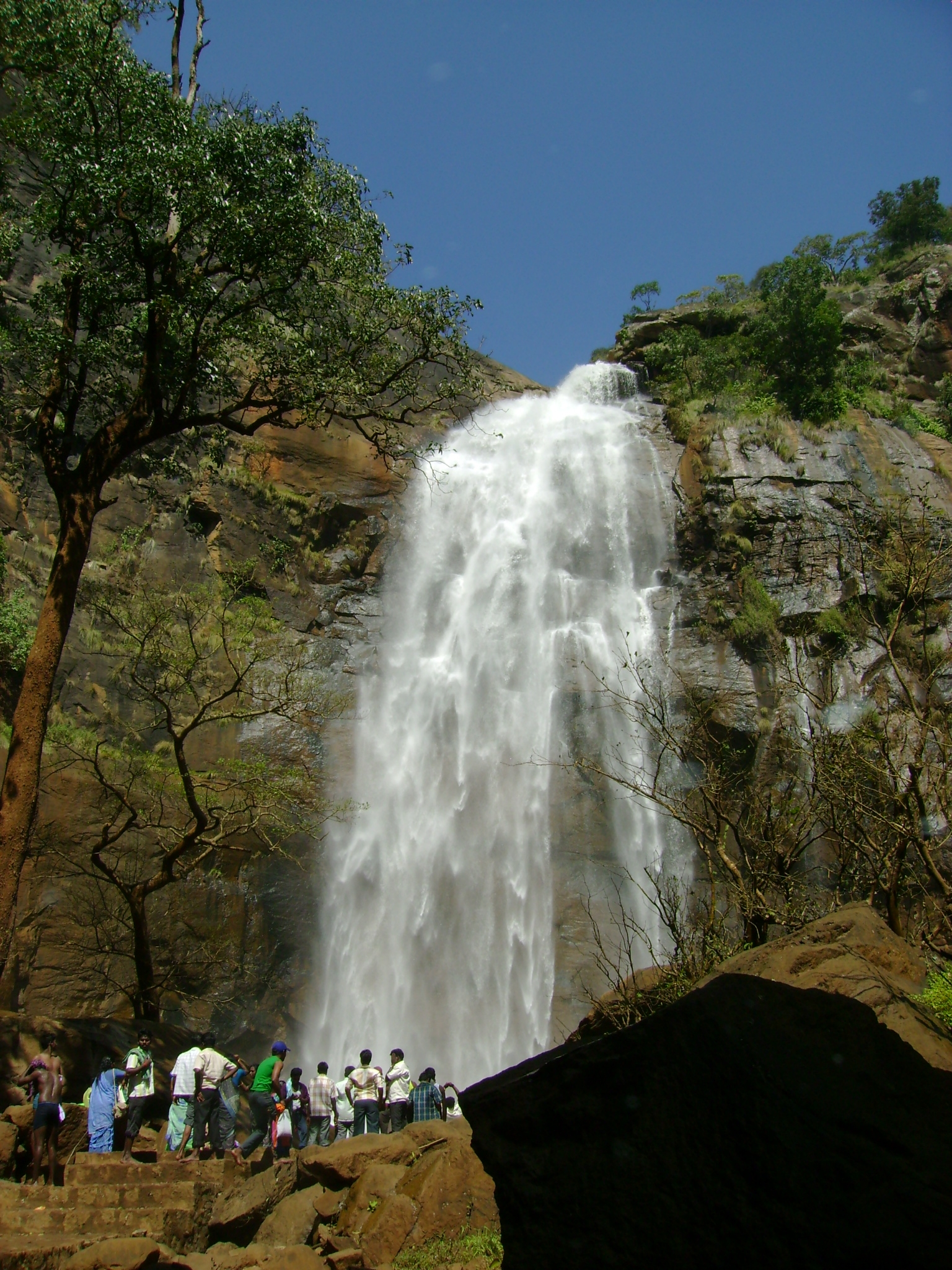
Cascades Agaya Gangai
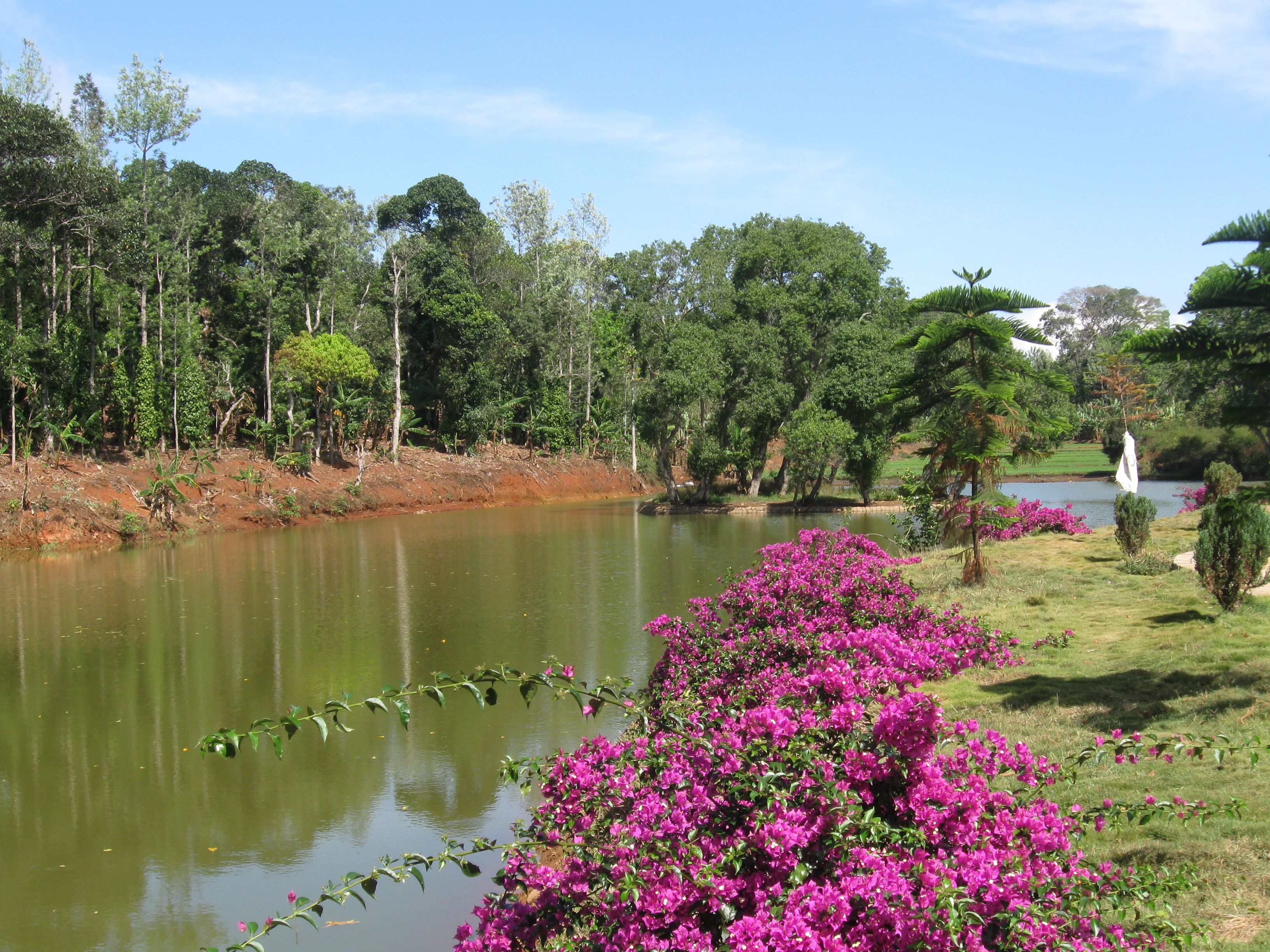
Llacuna
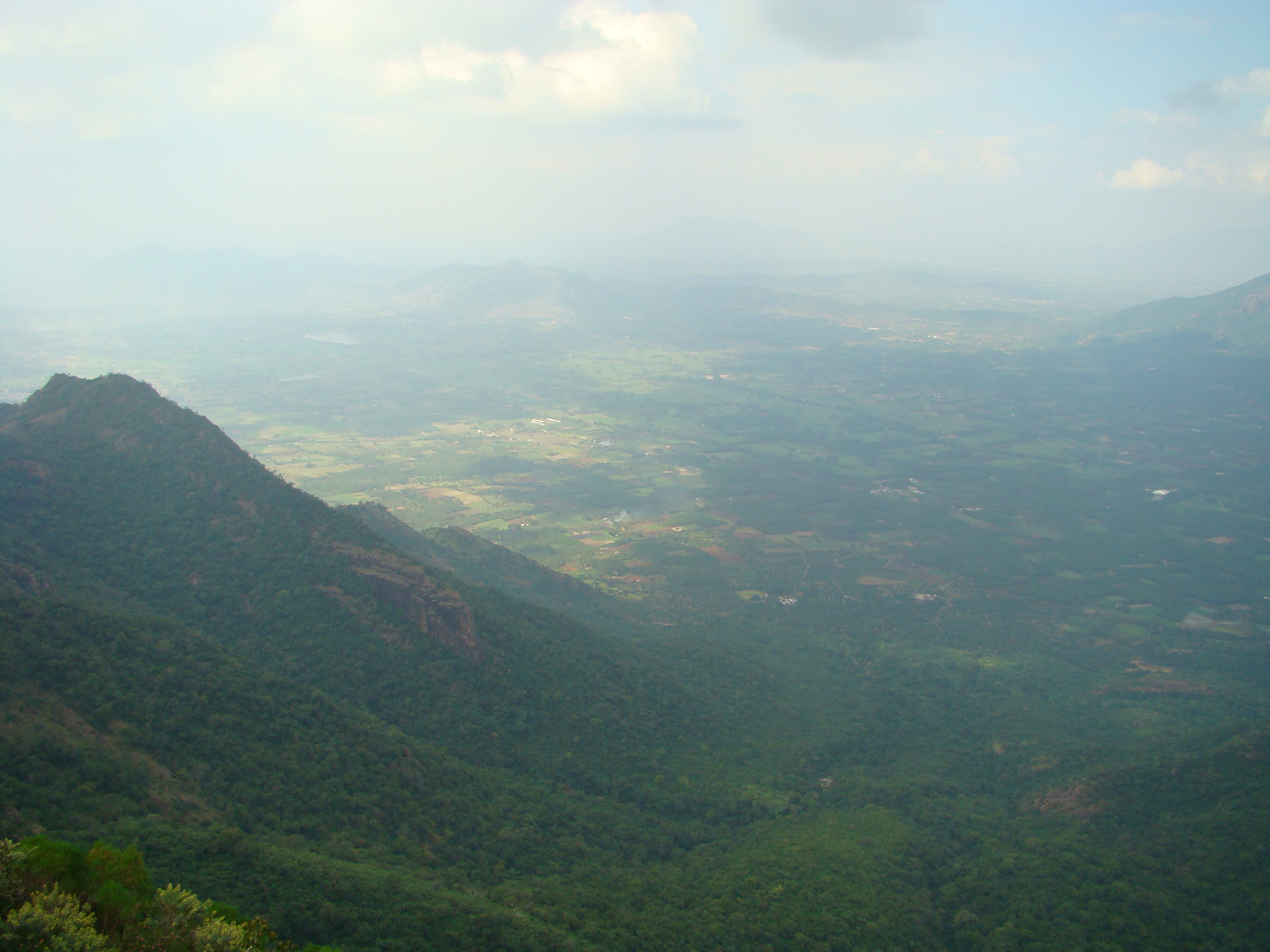
Vista
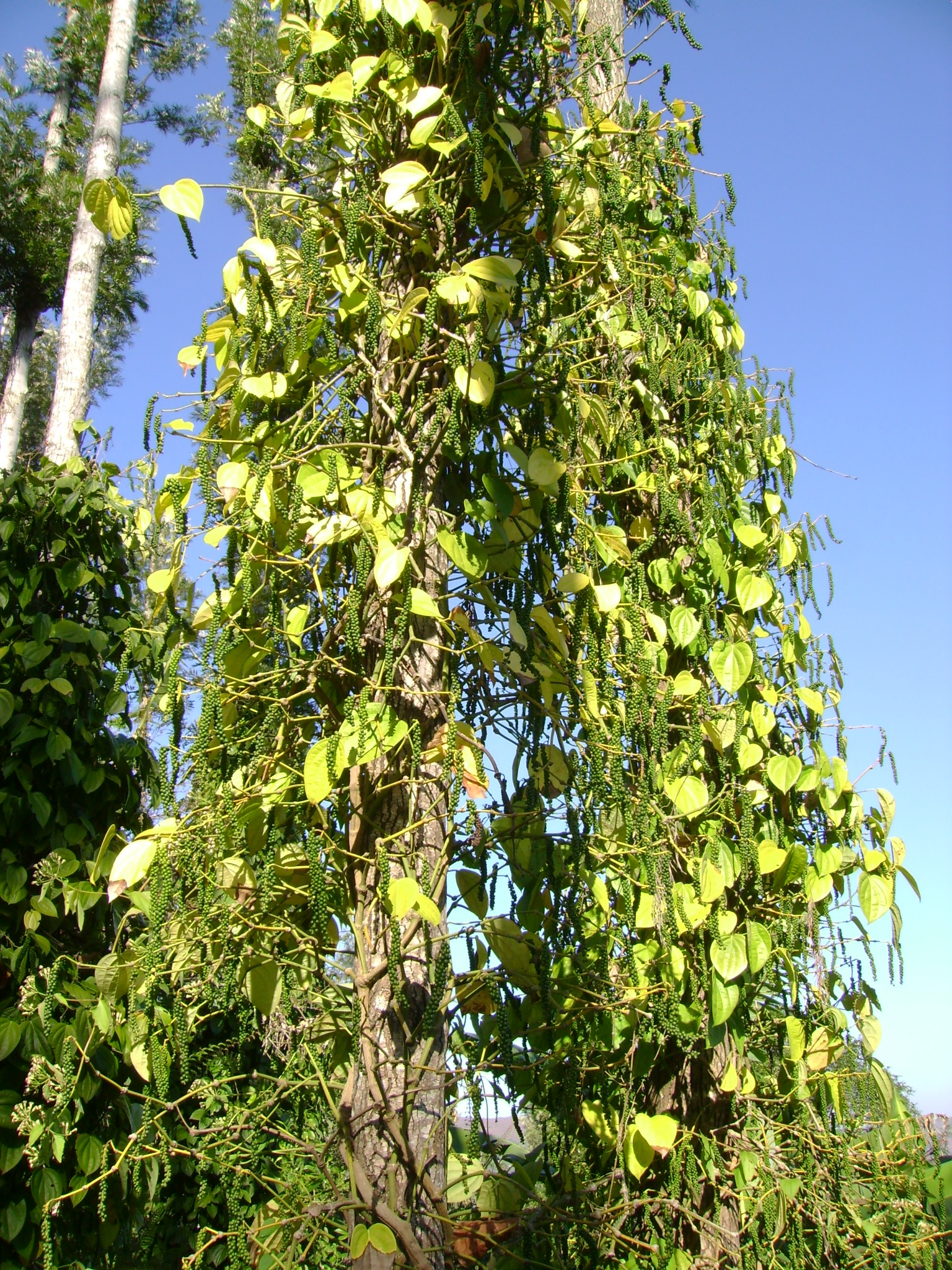
Pebre